# جون كرايغ (صحفي)
جون كرايغ (بالإنجليزية: Jon Craig)‏ هو صحفي بريطاني، ولد في 9 أغسطس 1957.